# Sagittaria pygmaea
Sagittaria pygmaea är en svaltingväxtart som beskrevs av Friedrich Anton Wilhelm Miquel. Sagittaria pygmaea ingår i släktet pilbladssläktet, och familjen svaltingväxter. Inga underarter finns listade.

## Bildgalleri

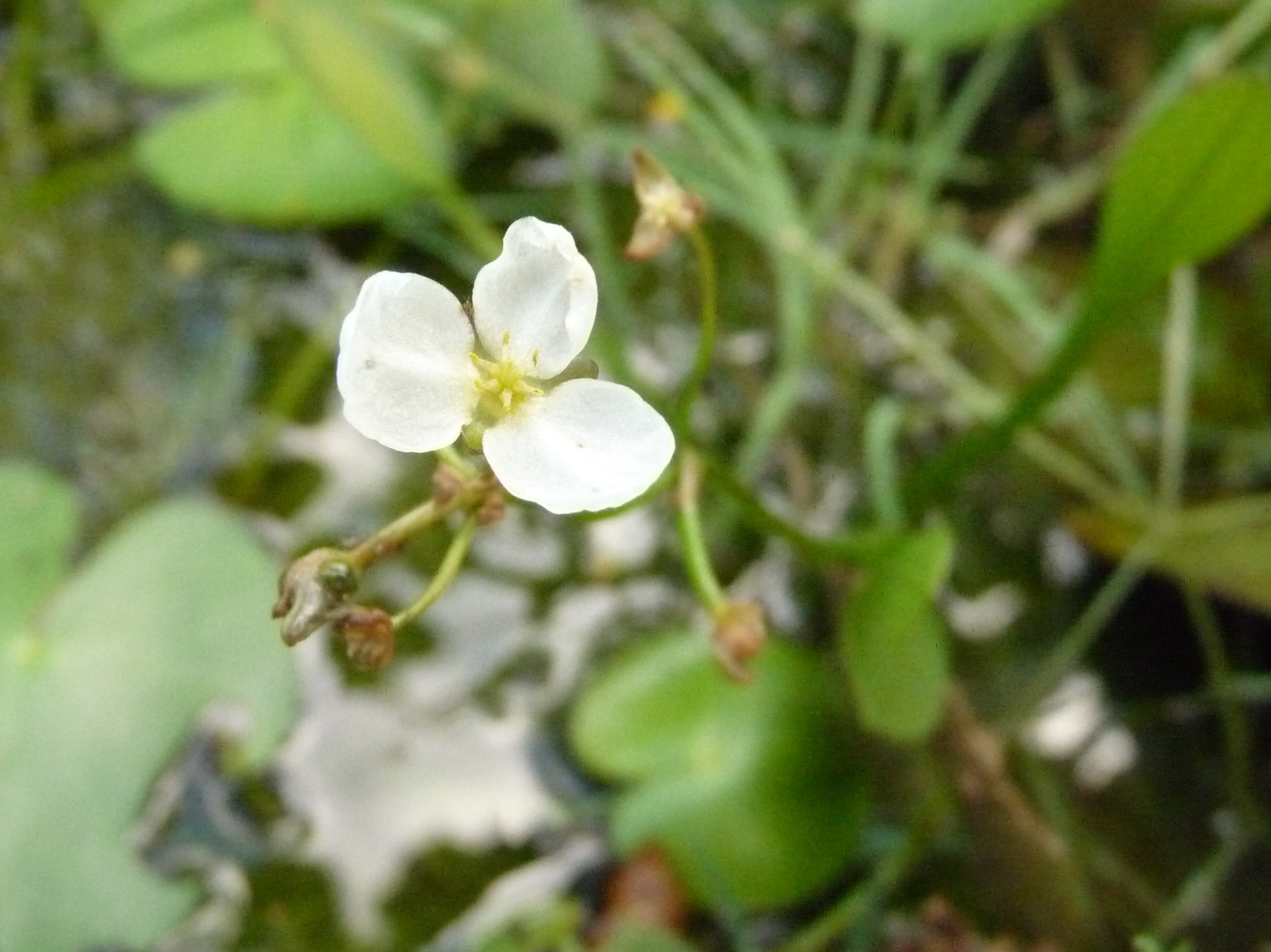